# 盧卡希 (博布羅維齊亞區)
50°27′45″N 31°26′25″E / 50.46250°N 31.44028°E
盧卡希（烏克蘭語：Лукаші）是位於烏克蘭北部的村莊，由基辅州布羅瓦里區的巴里希夫卡市鎮負責管轄。該村處於蘇霍別列濟齊亞河畔，面積4.22平方公里，海拔高度115米，2001年人口1,292，人口密度每平方公里306.16人。